# Brotte-lès-Ray
Brotte-lès-Ray is een gemeente in het Franse departement Haute-Saône (regio Bourgogne-Franche-Comté) en telt 69 inwoners (2011). De plaats maakt deel uit van het arrondissement Vesoul.

## Geografie
De oppervlakte van Brotte-lès-Ray bedraagt 4,9 km², de bevolkingsdichtheid is dus 14,1 inwoners per km².
De onderstaande kaart toont de ligging van Brotte-lès-Ray met de belangrijkste infrastructuur en aangrenzende gemeenten.

## Demografie
Onderstaande figuur toont het verloop van het inwonertal (bron: INSEE-tellingen).